# Franklin Davenport
Franklin Davenport (Philadelphia, 1755. szeptember – Woodbury, 1832. július 27.) az Amerikai Egyesült Államok szenátora (New Jersey, 1798–1799).